# Ми разом, мамо
«Ми разом, мамо» — радянський телефільм 1976 року, знятий режисером Ярослав Лупій на Одеській кіностудії.

## Сюжет
Після служби в армії Максим приїхав працювати шофером для будівництва морського порту. Там він познайомився і потоваришував із маленьким Пашкою, сином обліковиці Галини, яка скоро збирається вийти заміж. Але Пашці не подобається залицяльник матері, і хлопчик сподівається на те, що вона зверне увагу на доброго та веселого Максима.

## У ролях
- Михайло Єпіфанцев — Пашка (озвучила Маргарита Корабельникова)
- Юрій Шликов — Максим (озвучив Володимир Носик)
- Любов Віролайнен — Галина Кудрявцева
- Борис Борисов — Петро Синягін
- Наталія Моргунова — Зіна
- Георгій Єпіфанцев — Андрій Сергійович Недін
- Олена Папанова — Тоня
- Михайло Семенов — Михайло, член бригади (озвучив Станіслав Захаров)
- Петро Любешкін — Головань, бригадир
- Микола Сльозка — Прогожин
- Аня Івлєва — Вірочка
- Анатолій Юрченко — член бригади
- Юрій Мисєнков — Юра, член бригади
- Юрій Рудченко — член бригади
- Михайло Калинкин — член бригади
- Анатолій Соколовський — член бригади
- Віктор Маляревич — член бригади

## Знімальна група
- Режисер — Ярослав Лупій
- Сценарист — Василь Решетников
- Оператор — Віктор Крутін
- Композитор — Олексій Мажуков
- Художник — Володимир Єфімов